# Берлински конгрес
Берлинският конгрес (13 юни – 13 юли 1878) е европейски дипломатически форум, проведен в министерската сграда Радзвил в Берлин, след като Русия печели Руско-турската война (1877 – 1878). Целта му е разпределяне на териториите, които преди това са били част от Османската империя и организиране на държавите на Балканите. Представени са тогавашните Велики сили (Великобритания, Австро-Унгария, Русия, Франция, Германия, Италия), четири балкански държави и Османската империя. Европейските дипломати целят намаляване на руското влияние на Балканите и преразглеждане на Санстефанския мирен договор, сключен три месеца по-рано, който е в противовес с подписаното между Русия и Австро-Унгария тайно Райхщадско споразумение. В заключение се подписва Берлинският договор, който предопределя подялбата на България и нейното разпокъсване. Други разглеждани въпроси са статутът на Цариград, проливите Босфор и Дарданели, Румъния, Сърбия, Черна гора; териториална подялба на османски владения и др.

## Предистория
Идеята за свикване на Берлинския конгрес се заражда в хода на Руско-турската война (1877 – 1878). Първоначалното виждане е за международна конференция, на която шестте Велики сили (Великобритания, Австро-Унгария, Русия, Франция, Германия, Италия) да обсъдят резултатите от Руско-турската война: създаване на Българска държава; статута на Цариград, Босфора, Дарданелите, Румъния, Сърбия, Черна гора; териториална подялба на османските владения и др. Преди началото на конгреса Русия и Великобритания се споразумяват за основните параметри по преговорите с т. нар. Лондонско споразумение.
Въпреки че Санстефанският договор нарушава тайното Райхщадско споразумение с Австро-Унгария, съгласно което на Балканите не е можело да се образува голяма славянска държава, през Цариградската конференция Великите сили се споразумяват за съществена българска автономия под формата на две нови османски провинции. Освен това позицията на руското правителство на конгреса била предопределена от предварително даденото съгласие за неговото свикване и компетентност, както и от изчерпаните в хода на войната възможности за противопоставяне на евентуален въоръжен натиск.
Организирането на конгреса започва след сключване на Лондонското споразумение, което предрешава основните въпроси от работата на конгреса. Във връзка с неговата работа са сключени и предварителни споразумения: Англо-австроунгарско и Англо-турско.
Макар българите да нямат официални представители, Методий Кусевич, тогава архимандрит и протосингел при Пловдивската митрополия, обръща публично внимание на подготвяните от Англия и Австро-Унгария несправедливости спрямо българския народ и организира подписки (адреси) от всички земи, които да бъдат внесени на Берлинския конгрес. В Македония подписките са организирани от Кузман Шапкарев, а в Пловдив от – Кусевич. Шапкарев предава адресите от Македония на велешкия търговец Весов, който ги предава в руското посолство. Пловдивските адреси също попадат в руското посолство, след като Костаки Пеев съобщава на руските власти за събраните подписки. Тъй като руската политика, видно от тайното Райхщадско споразумение, не е предвиждала създаването на голяма славянска държава на Балканите, подписките не получават гласност, съответно нито един български представител не отива и не присъства на конгреса.

## Участници
Участници, решили бъдещото на България, са:
- Великобритания: Бенджамин Дизраели, Роберт Гаскойн-Сесил, Одо Ръсел;
- Австро-Унгария: Андраши, Алойс Граф Кароли, Хайнрих Карл фон Хаймерле;
- Германия: Ото фон Бисмарк, Бернхард Ернст фон Бюлов, Хлодвиг цу Хоенлое-Шилингсфюрст;
- Италия: Луиджи Корти, Едуардо до Лоней;
- Русия: Александър Горчаков, Пьотър Шувалов, Барон д'Убри;
- Франция: Уилиям Анри Уадингтон, Сен Валие, Пол Депри;
- Османска империя: Александър-паша Каратеодори, Карл Детроа (Мехмед Али паша), Садуллах бей, Мъкртич Хримиян;
- Румъния: Михаил Когълничану, Йон Братиану;
- Гърция: Теодорос Делигянис, Петрос Браилас-Арменис;
- Сърбия: Йован Ристич;
- Черна гора: Боцо Петрович;

| |
| Забележимо групиране по интереси и на конгреса |
| 1. Хайнрих Карл фон Хаймерле (Австро-Унгария). 2. Алойс Граф Кароли (Австро-Унгария). 3. Едуардо до Лоней (Италия). 4. Александър Горчаков (Русия). 5. Уилиям Анри Уадингтон (Франция). 6. Бенджамин Дизраели (Англия). 7. Йозеф Мария фон Радовиц (представител, Германия). 8. Хлодвиг цу Хохенлое-Шилингсфюрст (Германия). 9. Луиджи Корти (Италия). 10. де Мун (протоколант, Франция). 11.Сен Валие (Франция). 12. Пол Депри (Франция). 13.Барон д'Убри (Русия). 14. Андраши (Австро-Унгария). 15. Лотар Бухер (Германия) 16. Ото фон Бисмарк (Германия) 17. Пьотър Шувалов (Русия) 18. Бернхард Ернст фон Бюлов (Германия) 19. Фридрих фон Холщайн (Германия) 20. Мориц Буш (германски публицист) 21. Херберт Бисмарк (секретар на баща си) 22. Садуллах бей (Османска империя) 23. Одо Ръсел (Великобритания) 24. Роберт Гаскойн-Сесил (Великобритания). 25. Александър-паша Каратеодори (Османска империя) 26. Мехмед паша (Османска империя) |

## Провеждане
Берлинският конгрес е открит в 14:00 часа на 1/13 юни 1878 г. в двореца Раздевил. За председател е избран германският канцлер Ото фон Бисмарк. Официалният език е френски.
Възприета е следната процедура: най-важните въпроси да бъдат обсъждани и предварително решавани на частни срещи между пълномощници на заинтересованите страни; след постигане на споразумение да бъдат внасяни за обсъждане и решаване на пленарни заседания. Основно място заема обсъждането на въпросите, свързани с България, но съдбата на България е решена без българско участие. Особени спорове предизвиква съдбата на Софийския санджак (който в крайна сметка е присъединен към Княжество България), Източна Румелия и др.

## Последици
Конгресът завършва на 13 юли 1878 г. с подписването на Берлинския договор. Той утвърждава договореното от Русия преди и по време на войната с другите Велики сили, а именно – разпределяне на териториите, които преди това са били част от Османската империя. Българският народ не е имал никаква, дори и теоретична възможност да получи обединение в етническите си граници, а решенията на конгреса разпокъсват България на пет части.
Великите сили постигат почти всичките си цели – създаването на зависима от Високата порта и малка българска държава, анексирането на Босна и Херцеговина от Австро-Унгария и предоставянето на бесарабските територии на Русия.
На Балканския полуостров се формират само три напълно суверенни държави – Черна Гора, Сърбия и Румъния. Тъй като балканските славяни не се освобождават напълно от турското иго, а част от тях са принудени да се присъединят към Австро-Унгария, Балканският полуостров се превръща в „бурето с барут на Европа“, което ще се „взриви“ през 1914 г. и ще стане конкретният повод за началото на Първата световна война.